# ذره‌ای نور
ذره‌ای نور (به انگلیسی: A Bit of Light) یک فیلم درام محصول سال ۲۰۲۲ به کارگردانی استیون مویر و نویسندگی ربکا کالارد است. بازیگرانی چون آنا پاکوین، ری وینستون، پیپا بنت-وارنر و یوسف کرکور به ایفای نقش پرداخته‌اند.
این فیلم در جشنواره فیلم ریندنس برای اولین بار در سال ۲۰۲۲ به نمایش درآمد. در ۵ آوریل ۲۰۲۴ در ایالات متحده منتشر شد.

## داستان
اِلا در آستانه چهل سالگی در وضعیت روحی بدی قرار گرفته و درحالیکه حضانت فرزندانش را موقتاً به شوهر سابقش داده، مجبور می‌شود دوباره با پدرش زندگی کند.

## تولید
در اکتبر ۲۰۲۱، گزارش شد که یک فیلم درام به کارگردانی استیون مویر و نویسندگی ربکا کالارد با عنوان ذره‌ای نور، که فیلمبرداری در بریتانیا به پایان رسیده است.